# ミニー・ドライヴァー
ミニー・ドライヴァー（Minnie Driver、1970年1月31日 - ）はイギリスの女優・歌手。本名はアメリア・フィオナ・J・ドライヴァー（Amelia Fiona J. Driver）。

## プロフィール
ロンドンにて、ウェールズ人、アイルランド人、フランス人、スコットランド人の血を引く両親のもとに生まれる。母ゲイナー・チャーチワード（Gaynor Churchward）、旧姓ミリントン（Millington）は元モデルのデザイナー、父ロニー・ドライヴァー（Ronnie Driver）は実業家である。母親は愛人であったので、両親は結婚していない。
バルバドスで育ち、ロンドンの演劇学校で学び、テレビ・舞台出演を経て『サークル・オブ・フレンズ』で映画デビューした。1997年の『グッド・ウィル・ハンティング/旅立ち』でアカデミー助演女優賞にノミネートされ注目を集める。
ジャズシンガーとして働いたこともあり、2004年にはアルバムも発表した。

### 私生活
私生活では、2008年9月5日に男児ヘンリー・ストーリー・ドライヴァー（Henry Story Driver）を出産。しばらくの間父親は明かされなかったが、2012年になってドラマ『ザ・リッチズ』の脚本家の一人であると語っている。過去にジョシュ・ブローリンと婚約していたこともある。

## フィルモグラフィ

### 映画
| 年   | 題名                                                                 | 役名                   | 備考                 |
| ---- | -------------------------------------------------------------------- | ---------------------- | -------------------- |
| 1995 | サークル・オブ・フレンズ Circle of Friends                           | バーナデット（ベニー） |                      |
| 1995 | 007 ゴールデンアイ GoldenEye                                         | イリーナ               |                      |
| 1996 | シェフとギャルソン、リストランテの夜 Big Night                       | フィリス               |                      |
| 1996 | スリーパーズ Sleepers                                                | キャロル・マルチネス   |                      |
| 1997 | グッド・ウィル・ハンティング/旅立ち Good Will Hunting                | スカイラー             |                      |
| 1997 | ポイント・ブランク Grosse Pointe Blank                               | デビ・ニューベリー     |                      |
| 1998 | フラッド Hard Rain                                                   | カレン                 |                      |
| 1998 | 視姦 The Governess                                                   | ロジーナ               |                      |
| 1999 | 理想の結婚 An Ideal Husband                                          | メイベル・チルターン   |                      |
| 1999 | ターザン Tarzan                                                      | ジェーン・ポーター     | 声の出演             |
| 1999 | もののけ姫 Princess Mononoke                                         | エボシ御前             | 声の出演             |
| 2000 | この胸のときめき Return to Me                                        | グレイス・ブリッグス   |                      |
| 2000 | ビューティフル Beautiful                                             | モナ・ヒバード         |                      |
| 2000 | SLOW BURN 伝説のダイヤモンド Slow Burn                               | Trina McTeague         |                      |
| 2001 | ハイヒール・エンジェル High Heels and Low Lifes                      | シャノン               |                      |
| 2003 | スプリング・ガーデンの恋人 Hope Springs                              | ヴェラ                 |                      |
| 2004 | オペラ座の怪人 The Phantom of the Opera                              | カルロッタ             |                      |
| 2007 | プリズナー Take                                                      | アナ・ニコルズ         |                      |
| 2010 | ディア・ブラザー Conviction                                          | エイブラ・ライス       |                      |
| 2010 | バーニーズ・バージョン ローマと共に Barney's Version                 |                        |                      |
| 2015 | 絶叫のオペラ座へようこそ Stage Fright                                | カイリー・スワンソン   |                      |
| 2017 | ワンダフル!ウエディング 〜結婚できる人できない人〜 The Wilde Wedding | プリシラ・ジョーンズ   |                      |
| 2018 | ミッシング・レポート Spinning Man                                    | エレン・バーチ         |                      |
| 2021 | シンデレラ Cinderella                                                | ベアトリス女王         | Amazonオリジナル映画 |
| 2022 | ロザライン Rosaline                                                  | ジャネット             |                      |
| 2024 | ビーキーパー (映画) The Beekeeper                                    | ジャネット・ハワード   |                      |

### テレビシリーズ
| 年        | 題名                                            | 役名                                | 備考                            |
| --------- | ----------------------------------------------- | ----------------------------------- | ------------------------------- |
| 2003-2004 | ふたりは友達? ウィル&グレイス Will & Grace      | ロレイン・フィンスター              | 6エピソードに出演               |
| 2007      | Revisioned: Tomb Raider                         | ララ・クロフト                      | 10エピソードに出演              |
| 2007-2008 | ザ・リッチズ The Riches                         |                                     | 20エピソードに出演              |
| 2010      | ザ・ディープ 深海からの脱出 The Deep            | フランシス・ケリー                  | 5エピソードに出演               |
| 2021      | モダン・ラブ -今日もNYの街角で- Modern Love     | ステファニー・カラン                | Amazonオリジナルドラマ          |
| 2024      | バットマン：マントの戦士 Batman: Caped Crusader | オズワルド・コブルポット / ペンギン | Amazonオリジナルアニメ 声の出演 |

## 参照
1. ↑  Clare Hutchinson (2010年8月20日). “Hollywood star calls for Wales’ only lido to be opened”.   WalesOnline. 2010年11月7日閲覧。
2. ↑  “Minnie Driver Biography(1970?”.   Filmreference.com. 2010年3月2日閲覧。
3. ↑  Winters, Laura (1998年8月2日). “FILM; When the Character Calls, Minnie Driver Listens”. New York Times 2010年3月2日閲覧。
4. ↑  “Driver In Reverse”.   Mirror.co.uk (2004年12月17日). 2010年3月2日閲覧。
5. ↑  “ミニー・ドライバーに男児誕生！父親は公表せず”. シネマトゥデイ. (2008年9月9日) 2012年11月30日閲覧。
6. ↑  “ミニー・ドライヴァー、これまで語らなかった赤ちゃんの父親が脚本家であることを明かす”. シネマトゥデイ. (2012年2月25日) 2012年11月30日閲覧。
7. ↑  “Minnie Driver breaks engagement”.   Hollywood.com (2001年10月4日). 2013年1月25日時点のオリジナルよりアーカイブ。2012年5月10日閲覧。